# Psorodonotus ebneri
Espèce
Statut de conservation UICN

 CR B1ab(i,ii,iii,iv)+2ab(i,ii,iii,iv) : 
En danger critique
Psorodonotus ebneri est une espèce d'insectes orthoptères de la sous-famille des Tettigoniinae (famille des Tettigoniidae). 

## Répartition et habitat
Cette espèce de sauterelles est endémique de la province d'Antalya en Turquie. Menacée d'extinction, elle fait partie de la liste des 100 espèces les plus menacées au monde établie par l'UICN en 2012.

## Classification
Le nom valide complet (avec auteur) de ce taxon est Psorodonotus ebneri Karabag (d), 1952,.

### Étymologie
Son épithète spécifique, ebneri, lui a été donnée en l'honneur de l'entomologiste autrichien Richard Ebner (1885-1961), spécialiste des Orthoptera, qui a notamment fait une révision du genre Psorodonotus.

### Publication originale
- (en) T. Karabag, « Six new Decticinae (Orthoptera, Tettigoniidae) from Turkey », Proceedings of the Royal Entomological Society of London. Series B, Taxonomy, vol. 21, nos 1-2,‎ février 1952, p. 27-34 (ISSN 0375-0434 et 2056-5291, DOI 10.1111/J.1365-3113.1952.TB01034.X).